# Peucedanum
Peucedanum es un género de plantas con flores, perteneciente a la familia Apiaceae. Se distribuyen por todo el mundo.  Comprende 667 especies descritas y de estas, solo 64 aceptadas.

## Descripción
Son plantas herbáceas perennes con los tallos finamente estriados. Las hojas son pecioladas y las flores se agrupan en umbelas terminales o axilares, son de color blanco, ocasionalmente rosas o púrpuras. El fruto es elipsoide.

## Taxonomía
El género fue descrito por Carlos Linneo y publicado en Species Plantarum 1: 245–246. 1753. La especie tipo es:	Peucedanum officinale L.	

## Especies seleccionadas
- Peucedanum achaicum
- Peucedanum angolense
- Peucedanum angustisectum
- Peucedanum bourgaei
- Peucedanum camerunensis
- Peucedanum carvifolia
- Peucedanum caucasicum
- Peucedanum cervaria
- Peucedanum coriaceum
- Peucedanum delavayi
- Peucedanum dissolutum
- Peucedanum elegans
- Peucedanum gallicum
- Peucedanum hispanicum
- Peucedanum japonicum
- Peucedanum lancifolium
- Peucedanum ledebourielloides
- Peucedanum litorale
- Peucedanum magalismontanum
- Peucedanum morisonii
- Peucedanum officinale L.
- Peucedanum oreoselinum
- Peucedanum ostruthium (L.) W.D.J. Koch
- Peucedanum palustre (L.) Moench
- Peucedanum parkinsonii
- Peucedanum praeruptorum
- Peucedanum pschavicum
- Peucedanum rubricaule
- Peucedanum sandwicense Hbd.
- Peucedanum siamicum
- Peucedanum songpanense
- Peucedanum sulcatum
- Peucedanum tauricum
- Peucedanum terebinthaceum
- Peucedanum turgeniifolium
- Peucedanum venetum
- Peucedanum zedelmeyeranum
- Peucedanum zenkeri